# Florencita-(Ce)
La florencita-(Ce) és un mineral de la classe dels fosfats que pertany al grup de la plumbogummita. Va ser anomenada en honor de William Florence (1864-1942), mineralogista brasiler wue va fer l'examinació química preliminària d'aquest mineral. El suffix "-(Ce)" va ser afegit l'any 1987 en referència a què el ceri és la terra rara dominant en la seva composició.

## Característiques
La florencita-(Ce) és un fosfat de fórmula química CeAl₃(PO₄)₂(OH)₆. Cristal·litza en el sistema hexagonal. La seva duresa a l'escala de Mohs és de 5 a 6.
Segons la classificació de Nickel-Strunz, la florencita-(Ce) pertany a «08.BL: Fosfats, etc. amb anions addicionals, sense H₂O, amb cations de mida mitjana i gran, (OH, etc.):RO₄ = 3:1» juntament amb els següents minerals: beudantita, corkita, hidalgoïta, hinsdalita, kemmlitzita, svanbergita, woodhouseïta, gal·lobeudantita, arsenogoyazita, arsenogorceixita, arsenocrandal·lita, benauita, crandal·lita, dussertita, eylettersita, gorceixita, goyazita, kintoreïta, philipsbornita, plumbogummita, segnitita, springcreekita, arsenoflorencita-(La), arsenoflorencita-(Nd), arsenoflorencita-(Ce), florencita-(La), florencita-(Nd), waylandita, zaïrita, arsenowaylandita, graulichita-(Ce), florencita-(Sm), viitaniemiïta i pattersonita.

## Formació i jaciments
La florencita-(Ce) es forma com a producte de la meteorització, típicament d'apatita, en roques ígnies molt argilades,
bauxita, saprolita i carbonatites; autigènic en pissarres i gresos; format per la interacció del gabre amb aigües que han estat en contacte amb guano. Va ser descoberta a Mata dos Crioulos, a Santo Antônio do Itambé (Minas Gerais, Brasil). També ha estat descrita en altres indrets del Brasil, Alemanya, l'Argentina, Austràlia, Àustria, Bèlgica, Bolívia, Bulgària, el Canadà, Eslovàquia, els Estats Units, Finlàndia, Gabon, Hongria, Itàlia, el Japó, Kenya, Moçambic, Namíbia, el Perú, Polònia, Portugal, la República Txeca, Romania, Rússia, Suècia, Suïssa, Xile i la Xina.